# Куахиникуилапа (муниципалитет)
Куахиникуилапа (исп. Cuajinicuilapa) — муниципалитет в Мексике, штат Герреро, с административным центром в одноимённом городе. Численность населения, по данным переписи 2010 года, составила 25 922 человека.

## Общие сведения
Название Cuajinicuilapa с языка науатль можно перевести как инга, растущая на берегу реки.
Площадь муниципалитета равна 632 км², что составляет 0,99 % от площади штата. На севере он граничит с другими муниципалитетами Герреро: Асою и Ометепеком, на востоке и юге с другим штатом Мексики — Оахакой, а на западе омывается водами Тихого океана.

## Учреждение и состав
Муниципалитет образован 18 августа 1934 года, в его состав входит 105 населённых пунктов, самые крупные из которых:

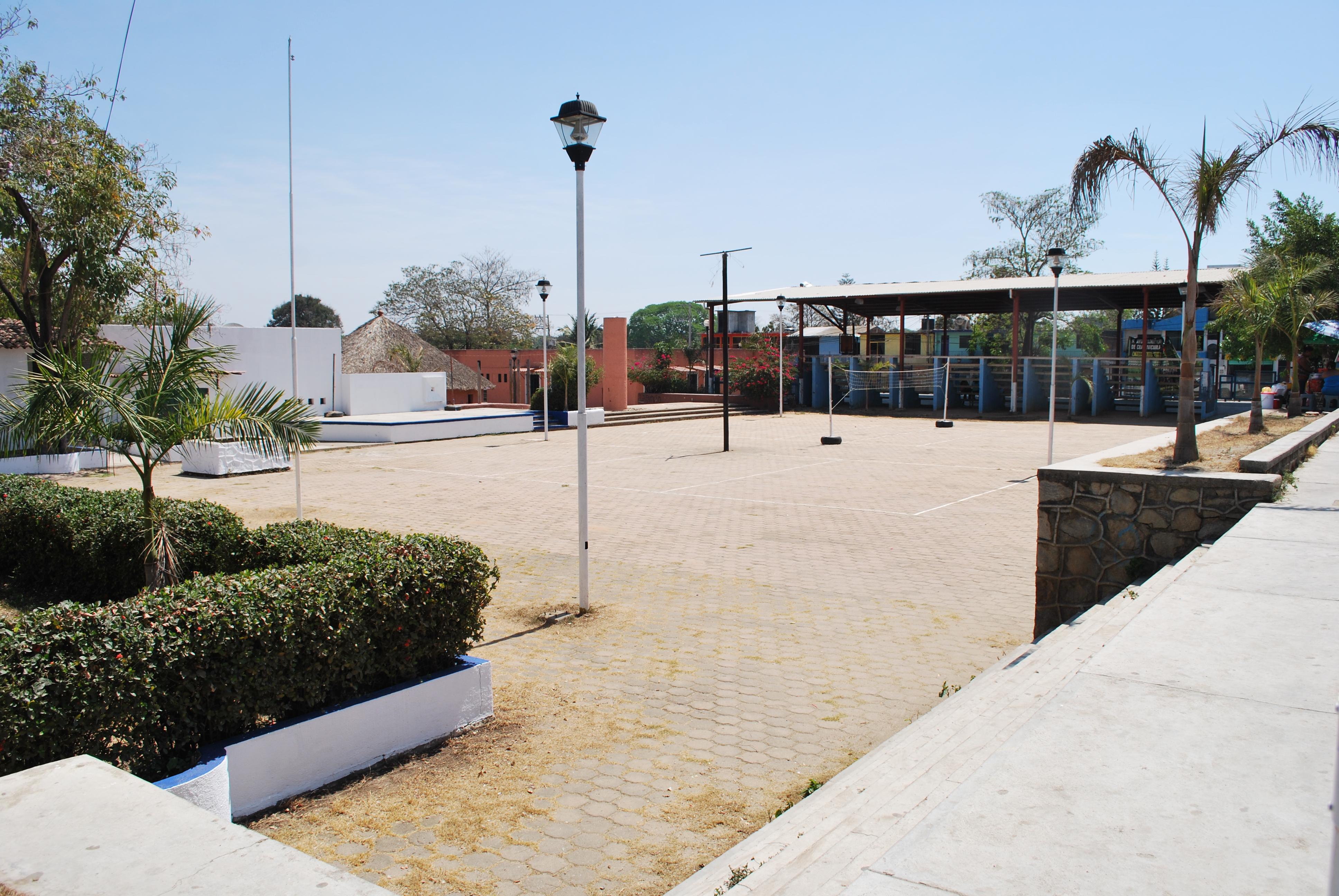
Центральная площадь Куахиникуилапы

| Код INEGI | Населённый пункт                                                 | Численность населения (2005 год) | Численность населения (2010 год) |
| 023       | Всего                                                            | 23 537                           | 25 922                           |
| 0001      | Куахиникуилапа (исп. Cuajinicuilapa) (административный центр)    | 9 392                            | 10 282                           |
| 0026      | Сан-Николас (исп. San Nicolás)                                   | 3 058                            | 3 267                            |
| 0036      | Эль-Питаайо (исп. El Pitahayo)                                   | 1 511                            | 1 617                            |
| 0020      | Монтесильос (исп. Montecillos)                                   | 814                              | 1 011                            |
| 0022      | Пунта-Мальдонадо (исп. Punta Maldonado)                          | 672                              | 949                              |
| 0018      | Мальдонадо (исп. Maldonado)                                      | 795                              | 939                              |
| 0031      | Тьерра-Колорада (исп. Tierra Colorada)                           | 814                              | 812                              |
| 0030      | Эль-Терреро (исп. El Terrero)                                    | 724                              | 791                              |
| 0003      | Барахильяс (исп. Barajillas)                                     | 706                              | 759                              |
| 0019      | Колония-Мигель-Алеман-Валдес (исп. Colonia Miguel Alemán Valdez) | 596                              | 726                              |

## Экономическая деятельность
По статистическим данным 2000 года, работоспособное население занято по секторам экономики в следующих пропорциях: сельское хозяйство, скотоводство и рыбная ловля — 55,8 %, промышленность и строительство — 11,2 %, сфера обслуживания и туризма — 30,7 %.

## Инфраструктура
По статистическим данным 2010 года, инфраструктура развита следующим образом:

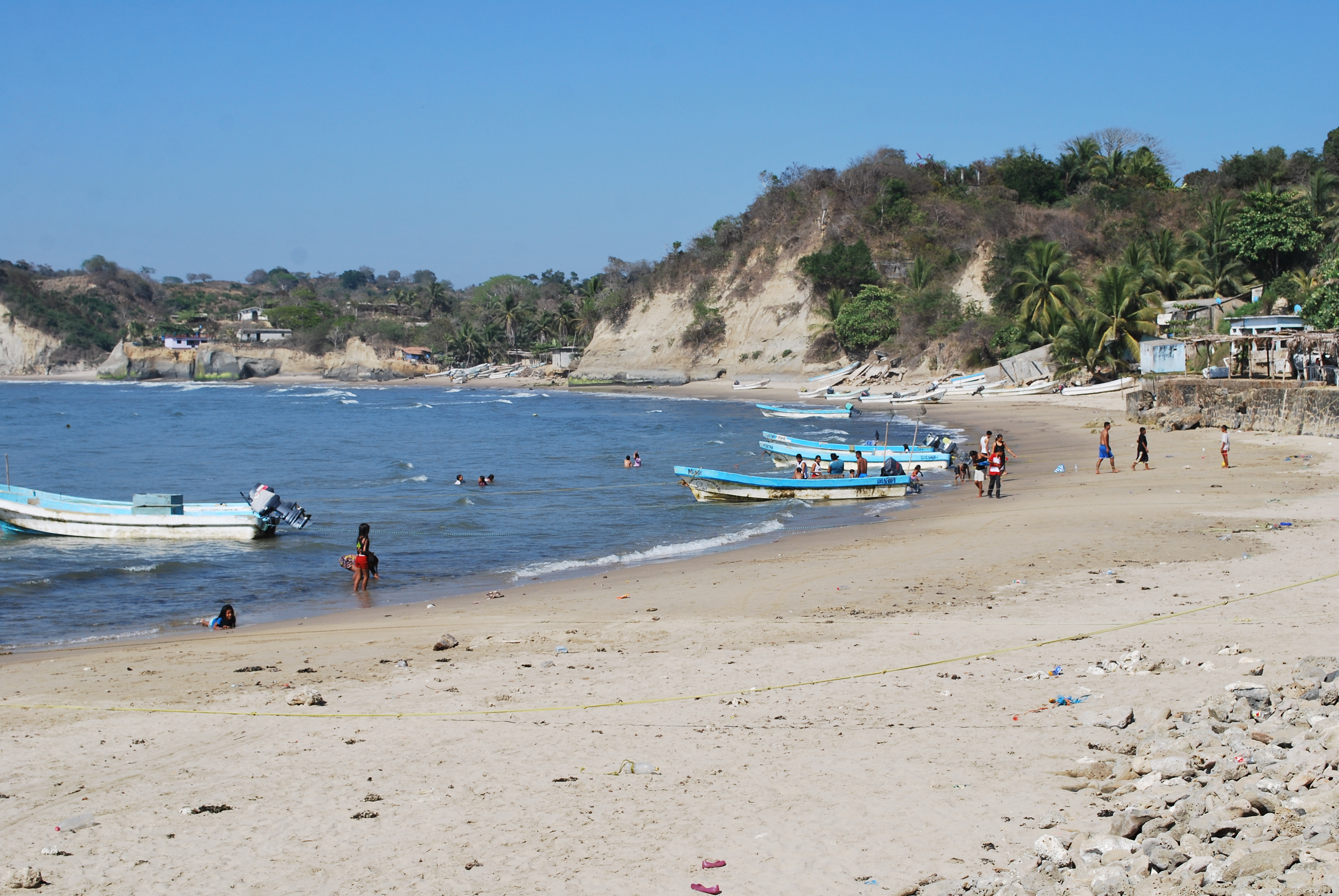
Бухта в Пунта-Мальдонадо

- электрификация: 94,7 %;
- водоснабжение: 73,3 %;
- водоотведение: 68,3 %.

## Туризм
Основные достопримечательности муниципалитета — это пляжи и общественные сады.

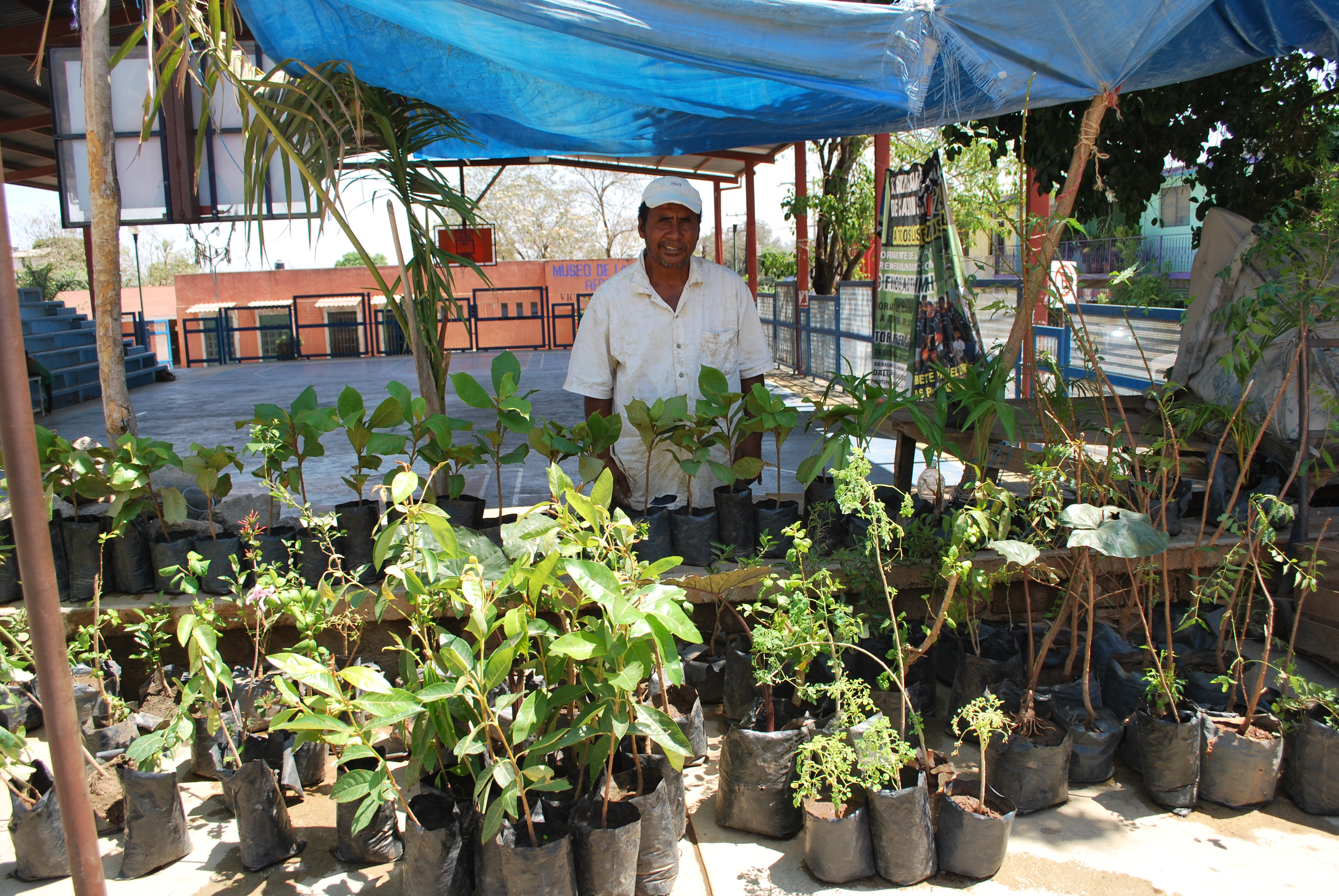
Уличная торговля рассадой